# Izebel

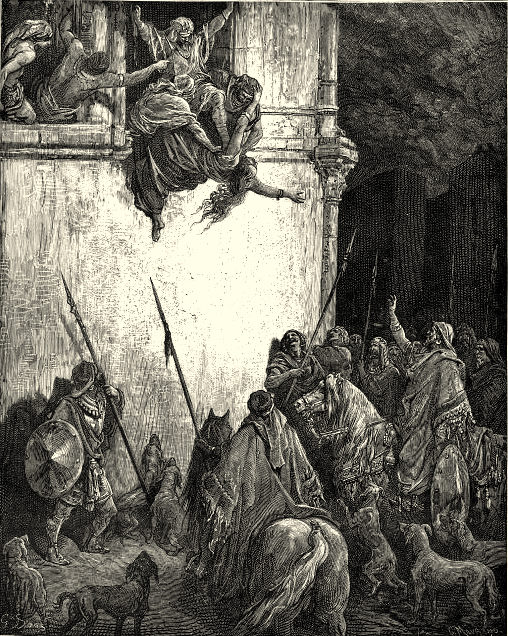
Gustave Doré, Śmierć Jezabel

Izebel, Jezabel (łac. z gr. Iezabel; hebr. Izebel, 'niewyniesiona, nieskalana, czysta') – postać biblijna ze Starego Testamentu, żona Achaba, matka Atalii, zm. w 843 p.n.e.
Była córką Etbaala I, króla Sydonu. Poślubiła Achaba, króla Izraela. Czciła bogów pogody i płodności: Baala i Aszerę. Za jej namową Achab i zmuszeni przez niego podwładni przyjęli jej religię.
Pojawia się w 1 Księdze Królewskiej 16,31; 18,4.13.19; 19,1-2; 21 oraz w 2 Księdze Królewskiej 9,30-37 (śmierć Izebel).

## Izebel i Eliasz
Po koronacji na królową oficjalne poparcie królewskie dla kultu Jahwe osłabło. Zbudowano świątynie i ołtarze poświęcone Baalowi, a wyznawanie tego boga urosło do rangi religii państwowej (1 Krl 16, 32). Izebel dodatkowo wykorzystała królewskie zapasy, aby wesprzeć 450 proroków Baala i 400 proroków Aszery podczas poważnego głodu w Samarii (1 Krl 18, 19). Tymczasem kult Jahwe był systematycznie eliminowany. Ołtarze poświęcone Jahwe zostały zburzone i zbezczeszczone. Wielu proroków Jahwe zostało zabitych, pozostawiając tylko 100 ocalałych (1 Krl 18, 3.4.13). Obadiasz, zwolennik kultu Jahwe, będący zarządcą pałacu króla Achaba, potajemnie chronił ocalałych w jaskini. Eliasz zauważa, że społeczność Izraela, ze względu na rosnący wpływ kultu Baala, była podzielona w kwestii tego, czy mają czcić Baala, czy Jahwe (1 Krl 18, 21).
Prorok postanowił rozwiązać tę kwestię, zapraszając proroków Izebel, Baala i Aszery, na wyzwanie na Górze Karmel. Wyzwanie polegało na ustaleniu, który bóg, Jahwe lub Baal, spali cielca na ołtarzu (1 Krl 18, 30-39). Prorokom Izebel nie udało się wezwać Baala do spalenia ofiary byka, pomimo ich modlitw oraz rytualnych samookaleczeń. Eliasz jednak dokonał tego, wzywając Jahwe i robiąc wrażenie na Izraelitach. Następnie rozkazał ludowi, aby chwycił i zabił proroków Baala i Aszery nad rzeką Kiszon. Po zabiciu proroków Izebel przysięgła śmierć Eliaszowi (1 Krl 19, 2), nawet jeśli oznaczałoby to przyjęcie na siebie boskiego wyroku, jeśli nie uda jej się spełnić tej obietnicy (Mi 6, 16). Chcąc ocalić swe życie, Eliasz uciekł na pustynię, gdzie opłakiwał oddanie Izraela Baalowi i ubolewał nad tym, że został jedynym wyznawcą Jahwe.

## Śmierć
Sama wydała na siebie wyrok śmierci, kiedy zachęcała Achaba, by zabił Nabota, żeby przejąć jego winnicę. Eliasz zapowiedział jej gwałtowną śmierć. Dziesięć lat po śmierci Achaba, w trakcie krwawej rewolty, została wyrzucona z okna pałacowego w Jizreel, następnie stratowały ją konie, a psy zjadły jej ciało i zlizały krew. Znaleziono tylko czaszkę, nogi i dłonie.
W Nowym Testamencie występuje jako pseudoprorokini zwodząca chrześcijan, nawołująca do nienawiści Boga, połączonej z nierządem sakralnym i spożywaniem ofiar składanych bożkom (Ap 2, 20-23).
Jest symbolem kobiety bez skrupułów, rozwiązłej, zdeprawowanej, niegodziwej, zuchwałej.